# Cacao (Französisch-Guayana)
Cacao ist ein Dorf in der französischen Gemeinde Roura mit 950 Einwohnern (Stand 2007) im Übersee-Département Französisch-Guayana.

## Übersicht
Die Mehrheit der Bewohner sind Hmong aus Laos, welche viele ihrer ursprünglichen Traditionen bewahrt haben. Der Anbau von Gemüse und Früchten ist der wichtigste Wirtschaftszweig. Wöchentlich werden 60 Tonnen Obst und Gemüse aus Cacao auf den Märkten von Cayenne verkauft. Sonntags findet ein traditioneller laotischer Markt statt, der lokale sowie internationale Touristen anzieht. Cacao hat zwei Primarschulen und eine Polizeistation.

## Geschichte
Im Jahr 1977, nach dem Ende des Vietnamkriegs, siedelten 500 Hmong-Flüchtlinge aus Laos nach Cacao. Das Land war unerschlossener tropischer Wald. Zwei Jahre später konnte sich die Gemeinde selbst versorgen. Nach vier Jahren konnten erste Überschüsse verkauft werden.

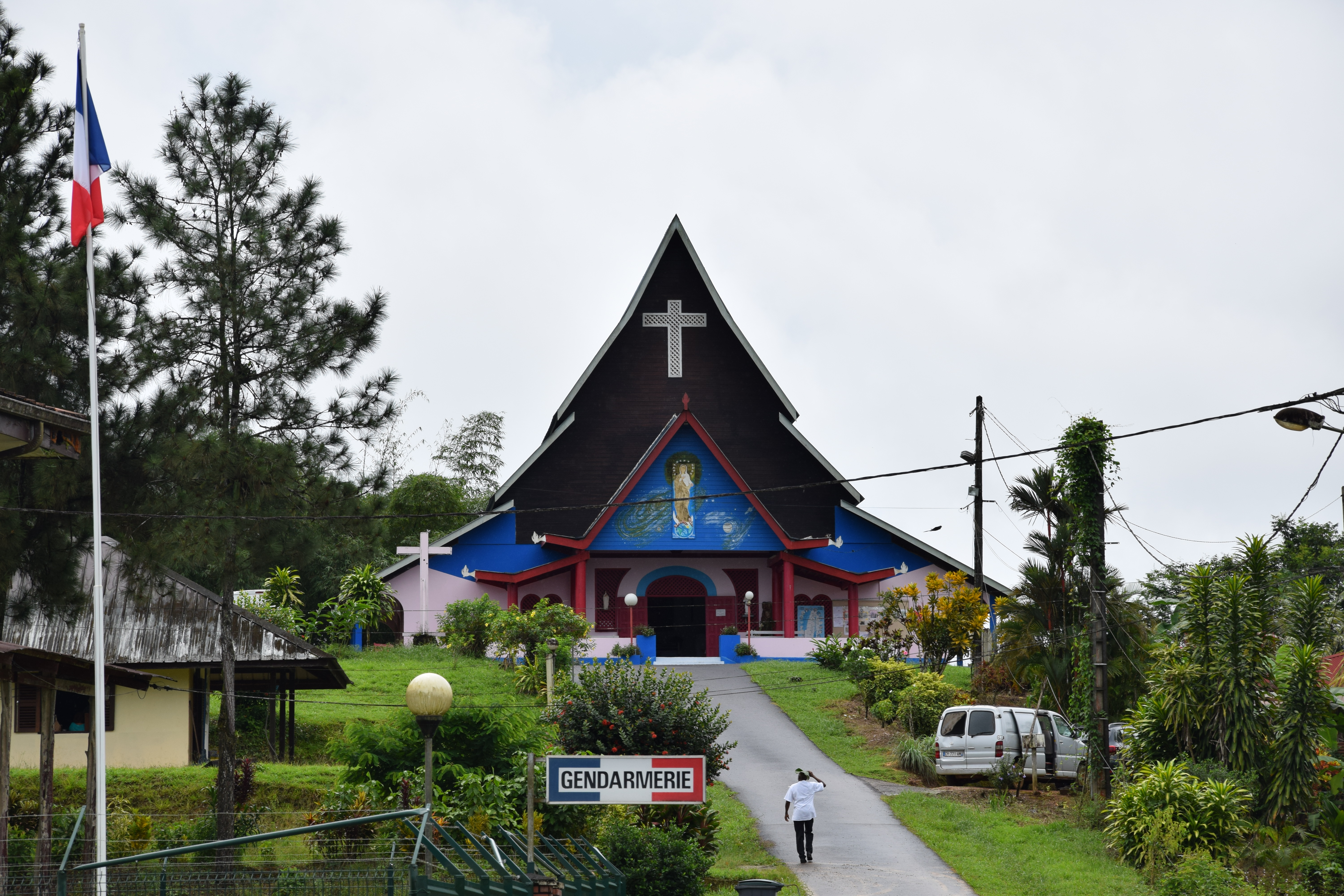
Kirche in Cacao

## Lage
Eine gut ausgebaute Straße verbindet Cacao mit Cayenne in etwa 1,5 Stunden Autofahrt.